# Hultstjärnet (Edsleskogs socken, Dalsland)
Hultstjärnet är en sjö i Åmåls kommun i Dalsland och ingår i Göta älvs huvudavrinningsområde.